# Myolyse
Die Myolyse (von altgriechisch μῦς mŷs, deutsch ‚Muskel‘ und altgriechisch λύσις lysis, deutsch ‚Auflösung‘)  ist ein Untergang von Muskelgewebe meist aufgrund von Degeneration, Nekrose, Toxin oder Trauma.
Bei der Muskelgewebeauflösung treten Bestandteile der zerstörten Strukturen ins Blut über. Insbesondere freigesetztes Myoglobin kann zum Nierenversagen führen.
Meist ist bei einer Myolyse die quergestreifte Muskulatur betroffen, siehe dazu Rhabdomyolyse.
Der Begriff ist nicht zu verwechseln mit der Auflösung von Myelin in der Weißen Substanz, der Myelinolyse.
Bei Uterusmyomen kann eine gezielte Myolyse für eine nicht-operative Therapie herbeigeführt werden.